# Distrito de Bel Air
Bel Air es uno de los 25 distritos administrativos de Seychelles, está situado en la isla principal Mahé. El distrito tiene una superficie de cuatro kilómetros cuadrados y la población según el censo de 2002 ronda los 2900 habitantes. La cifra de habitantes por kilómetro cuadrado rondan los 725 pobladores por kilómetro cuadrado.